# دونالد کرک پاتریک
دونالد کرک پاتریک (به انگلیسی: Donald L. Kirkpatrick) (۱۹۲۴ مارس ۱۵–۲۰۱۴ مه ۹) استاد بازنشسته از دانشگاه ویسکانسین در ایالات متحده و مدیر اسبق جامعه آمریکایی برای آموزش و توسعه (ASTD) بود. او به علت ارائه یک مدل بسیار مؤثر با نام «چهار سطح برای ارزیابی دوره آموزشی» شناخته شده است. این مدل به عنوان موضوع پایان‌نامه خویش در ۱۹۵۴ ارائه شده است. ایده پاتریک در سال ۱۹۵۹ در مجموعه‌ای از مقالات در مجله آموزش و توسعه آمریکا با مخاطبان گسترده‌تری منتشر شد، کتابی از وی در سال ۱۹۹۴ تحت عنوان ارزشیابی برنامه‌های آموزشی منتشر شده است. کتابهای دیگر او شامل انتقال آموزش به رفتار و پیاده‌سازی چهار سطح، در حوزه ارزیابی آموزش نوشته شده است.